# Великие Дедушичи
Великие Дедушичи (укр. Великі Дідушичі) — село в Стрыйской городской общине Стрыйского района Львовской области Украины.
Население по переписи 2001 года составляло 1828 человек. Население 1785 человек (данные сайта postcode.in.ua). Занимает площадь 21 км². Почтовый индекс — 82484. Телефонный код — 3245.